# Rubens Gerchman
Rubens Gerchman (Rio de Janeiro, 10 de janeiro de 1942 — São Paulo, 29 de janeiro de 2008) foi um artista plástico brasileiro, descendente de suecos, ligado a tendências vanguardistas como o pscicodelismo e influenciado pelo pop-art,  arte concreta e neoconcreta. O artista usou ícones de futebol, televisão e política em suas obras.

## Carreira

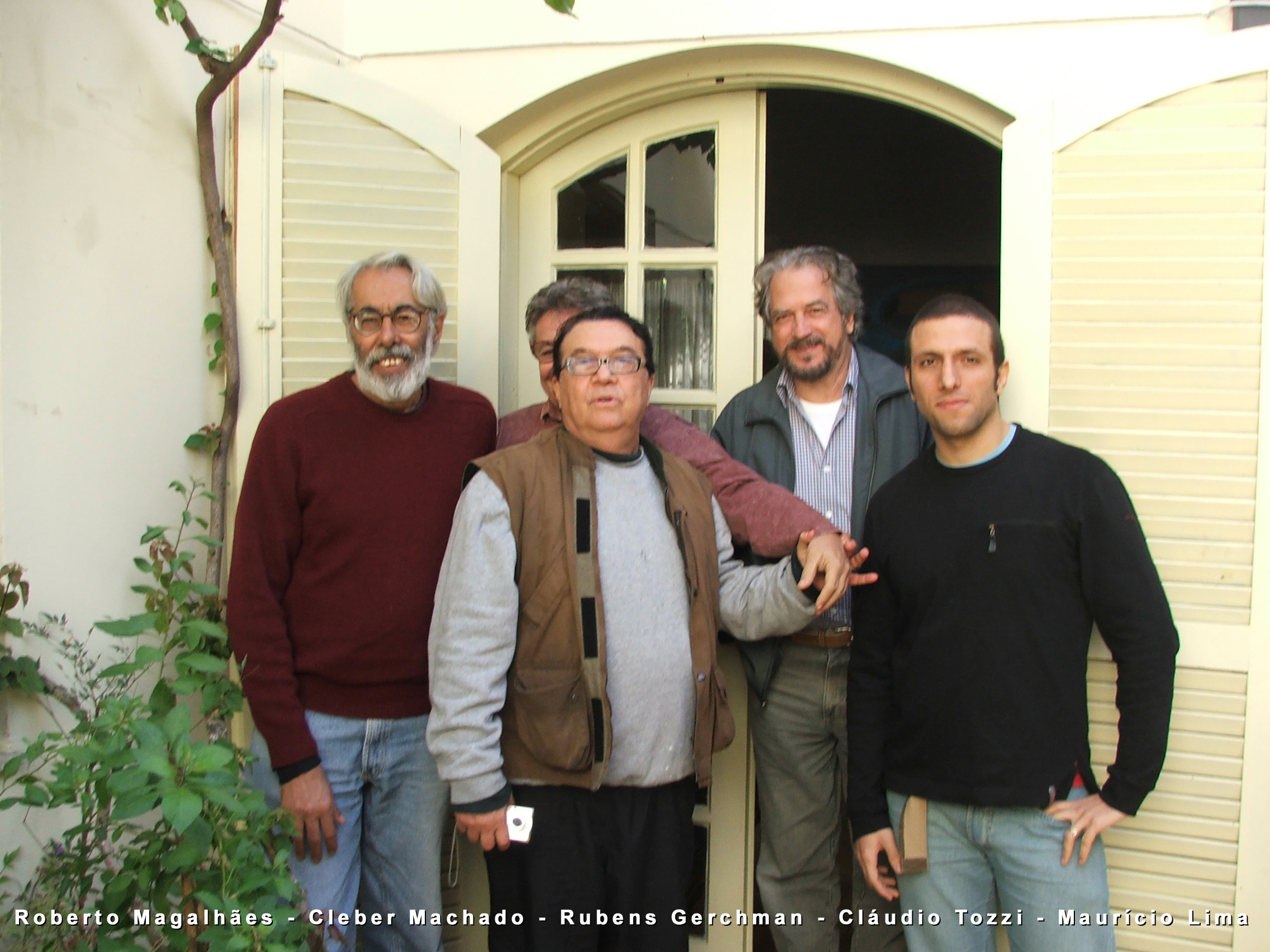
Roberto Magalhaes, Cleber Machado, Rubens Gerchman, Cláudio Tozzi e Maurício Lima

Entre 1957 e 1958, estudou desenho no Liceu de Artes e Ofícios do Rio de Janeiro, em aulas noturnas. Nos oito anos seguintes trabalhou como programador visual em revistas e editoras do Rio. Em 1960, matricula-se na antiga Escola Nacional de Belas Artes, onde estudou xilogravura com Adir Botelho, mas abandona o curso no ano seguinte.
Em 1965, participa da Bienal de São Paulo e da Mostra Opinião-65, no Museu de Arte Moderna do Rio de Janeiro. Da mostra, que adota uma perspectiva estética da pop art americana e do novo realismo europeu, participaram, além de Gerchman, Hélio Oiticica, Vergara, Ivan Serpa, Flávio Império,  Roberto Magalhães, entre outros.
Entre 1975 e 1979, é nomeado diretor do então Instituto de Belas Artes por meio de Paulo Afonso Grisolli, então Secretario de Cultura nomeado por Floriano Peixoto Faria Lima, governador do estado no período, período conturbado do desmantelamento  do Instituto de Belas Artes, IBA, mudando seu nome por um curto período para School of Visual Arts, conduzindo ações polêmicas como o trituramento dos cavaletes e o descarte do material em lago, nas dependências do instituto com a oposição de estudantes. sendo renomeada Escola de Artes Visuais, nas antigas instalações do IBA no Parque Lage, na cidade do Rio de Janeiro. 

## Prêmios
Em 1967 foi premiado no Salão Nacional de Arte Moderna com uma viagem aos Estados Unidos, permanecendo em Nova York, entre 1968 e 1972, realizando várias exposições. Também participou, com uma série de "casas-roupas", do Fashion Show Poetry Event, mostra idealizada por um grupo de jovens poetas americanos e que contou com a participação de Andy Warhol, do irlandês Les Levine, e de Robert Plate.

## Trabalhos
Segundo Ruy Castro, Gerchman trabalhou na revista de fotonovelas, e sua serigrafia A Bela Lindonéia, A Gioconda do Subúrbio, alusiva a uma leitora de fotonovelas que faleceu aos dezoito anos sem encontrar um amor, teria sido a inspiração para Caetano Veloso escrever uma das principais canções do Movimento Tropicalista - Lindonéia.

### Décadas de 1960 e 1970
Em 1967, o artista organiza na galeria G-4, no Rio de Janeiro, a primeira exposição individual de Hélio Oiticica. Participa também da mostra Nova Objetividade Brasileira com Aluísio Carvão, Hélio Oiticica, Glauco Rodrigues, Ivan Serpa, Flávio Império, Roberto Magalhães, Ferreira Gullar, Geraldo de Barros, Sérgio Ferro e outros.
De 1968 a 1972, Rubens Gerchman vive nos Estados Unidos, sendo co-fundador do Museu Latino-americano do Imaginário. Retorna ao Brasil e se estabelece em São Paulo, entre 1973 e 1975.
Foi co-fundador e diretor da revista de vanguarda Malas-artes (1975-1976), publicação voltada para a arte de vanguarda, sobretudo para a arte conceitual, dirigida por Mário Aratanha. O conselho editorial é integrado por Gerchman, Vergara,  Waltércio Caldas, Cildo Meireles e Carlos Zílio, entre outros. Também a partir de 1975, até 1978, foi diretor do Instituto de Belas Artes que transformou em Escola de Artes Visuais do Parque Lage (INEART).
Entre 1979 e 1980, com uma bolsa da The John Simon Guggenheim Memorial Foundation e premiado na Bienal Ibero-Americana, trabalhou nos Estados Unidos e no México, onde deu aulas na Universidade Nacional. Expôs no Rio de Janeiro (1980) a série Registro policial.

### Décadas de 1980 e 1990
Em 1981, participa da mostra Do Moderno ao Contemporâneo - Coleção Gilberto Chateubriand, no MAM do Rio de Janeiro, ao lado de Roberto Magalhães, Di Cavalcanti, Guignard, Tarsila do Amaral, Goeldi, Djanira, Antonio Bandeira, Lygia Clark, Amilcar de Castro, Milton Dacosta, Anna Bella Geiger e Frans Krajcberg.
Fez uma nova viagem ao exterior em 1982, a convite do Deutsche Akademischer Austauschdienst Künstler Program, permanecendo cerca de um ano em Berlim como artista residente. Em 1989, expôs em São Paulo a série Beijos. Durante a exposição, também lançou o livro Rubens Gerchman, sobre seus trinta anos de pintura.
Apaixonado por carnaval, o bloco carnavalesco "Simpatia é quase Amor", de Ipanema, estampou nas suas camisetas uma das imagens dos beijos de Gerchman. Modernista e ativista, alguns críticos chegam classificá-lo como popular ou popularesco.
Desenvolveu uma intensa carreira, participando de inúmeros eventos no Brasil,Argentina, México, Estados Unidos, Canadá, Portugal, Inglaterra, França, Bélgica, Alemanha, Japão e outros.
Faleceu em 29 de janeiro de 2008, de um tipo raro de câncer, no Hospital Albert Einstein, em São Paulo.